# Чайоглу, Серкан
Серка́н Ча́йоглу (тур. Serkan Çayoğlu) – турецкий актер.

## Личная жизнь
С 2014 года встречается с киноактрисой Озге Гюрель. В 2022 году состоялась их помолвка, а в июне 2022 года они поженились.

## Фильмография
| Год       |   | Русское название  | Оригинальное название | Роль                                |
| --------- | - | ----------------- | --------------------- | ----------------------------------- |
| 2012      | с | Кузей Гюней       | Kuzey Güney           | Рафаэль (одна серия)                |
| 2013      | с | Оливковый холм    | Zeytin Tepesi         | Бурак Алтайлы (второстепенная роль) |
| 2014—2015 | с | Вишнёвый сезон    | Kiraz Mevsimi         | Аяз Динчер (главная роль)           |
| 2016      | с | Любовь моей жизни | Hayatımın Aşkı        | Демир Джеррахоглу (главная роль)    |
| 2018      | с | Волк              | Börü                  | Кая Ульген (главная роль)           |
| 2018      | ф | Волк: В Кино      | Börü: Sinema Filmi    | Кая Ульген (главная роль)           |
| 2019      | с | Кольцо            | Halka                 | Джихангир (главная роль)            |